# Гьозтепе (станція метро)
40°59′39″ пн. ш. 29°04′14″ сх. д. / 40.994047273485° пн. ш. 29.070677993499° сх. д.
Гьозтепе́ (тур. Göztepe) — станція лінії М4 Стамбульського метро. Відкрита 17 серпня 2012 року поряд з п'ятнадцятьма іншими станціями у черзі Ускюдар — Картал.
Конструкція — пілонна станція, має одну острівну платформу та дві колії.
Розташована під ТПВ Гезтепе, квартал Мердівенкей, Кадикьой.
Пересадки: Автобус: 3A, 8E, 9K, 10E, 10G, 11T, 13M, 13Y, 14A, 14B, 14BK, 14ES, 15BK, 15ÇK, 15SK, 16A, 16B, 16C, 16F, 16KH, 16M, 16S, 16U, 16Y, 16Z, 17K, 17P, 18A, 18E, 18K, 18M, 18Ü, 18V, 18Y, 19, 19A, 19B, 19E, 19FK, 19H, 19T, 19Z, 20D, 20E, 20K, 20Ü, 21B, 21C, 21G, 21K, 21U, 129T, 130, 130A, 130Ş, 202, 251, 252, 319, 320A, E-10, E-11,

Маршрутки: Гарем — Гебзе, Кадикьой — Армаганевлер, Кадикьой — Атакент, Кадикьой — Бати — Аташехір, Кадикьой — Булгурлу, Кадикьой — Картал, Кадикьой — Угур — Мумджу, Кадикьой — Юкари — Дудуллу, Кадикьой — Озел-Еюбоглу-Колежі, Умраніє — Гьозтепе — Хастане, Ускюдар — Аташехір, Ускюдар — Ферхатпаша, Ускюдар — Коз'ятагі